# Borussia Dortmund
Ballspielverein Borussia 09 e. V. Dortmund, i dagligt sprog kaldet bare Borussia Dortmund, er en tysk fodboldklub fra Dortmund, som spiller i landets bedste række, Bundesligaen. Klubben er blandt de mest succesfulde i Tysklands historie, og har vundet 8 ligamesterskaber, 5 DFB-Pokal og 1 gange UEFA Champions League.

## Historie

### Grundlæggelse og første år
Klubben blev grundlagt i 1909 af en gruppe unge mænd, som var utilfredse med at spille fodbold under opsyn af den lokale præst i den katolske sportsklub Dreifaltigkeit. Præsten blev fysisk holdt udenfor, da klubben blev grundlagt i værtshuset Zum Wildschütz. Navnet Borussia, som er det latinske navn for Preussen, blev valgt på baggrund af navnet på det lokale bryggeri. Klubben spillede oprindeligt i blå-hvide striber, men skiftede i 1913 til de stadig anvendte farver, sort og gul.
I de første par årtier havde klubben kun beskeden succes i lokale rækker, og et forsøg på at skaffe bedre resultater ved at hyre et par professionelle spillere gav blot økonomiske problemer, som klubben kun overlevede, fordi en lokal fan betalte klubbens gæld af egen lomme. I løbet af 1930'erne havde klubben lidt mere succes, men først efter krigen blev det rigtig godt, idet klubben første gang var i den nationale finale i 1949, en kamp som dog blev tabt. I 1956 vandt klubben sit første mesterskab, og i de følgende år holdt klubben sig blandt de bedste, da de vandt to yderlige mesterskaber i perioden.

### Bundesligaen
I 1963 blev Bundesligaen grundlagt med Dortmund som en af klubberne. Det var i øvrigt Timo Konietzka fra Dortmund, der scorede Bundesligaens første mål overhovedet. I årene der fulgte, havde klubben blandet succes, men vandt blandt andet den tyske pokalturnering i 1965 og Europa Cup for pokalvindere det følgende år.

### Gyldne år
Efter finaledeltagelsen i UEFA cup-finalen i 1993 fik Dortmund en stor sum penge på grund af et specielt honoreringssystem for deltagelsen, og det gjorde det muligt for klubben at købe gode spillere med deraf følgende gode resultater. I 1994-95 sæsonen vandt Dortmund deres første mesterskab siden 1963, og de vandt igen mesterskabet i sæsonen efter. Den helt store succes kom dog i 1996-97 sæsonen, da klubben nåede til UEFA Champions League-finalen, hvor Dortmund slog Juventus, og vandt hermed titlen. Klubbens succes fortsatte ind i årtusindeskiftet, da de vandt mesterskabet i 2001-02 sæsonen, og træner Matthias Sammer hermed blev den første spiller til at vinde Bundesligaen både som spiller og træner.

### Pengeproblemer
Dette var dog begyndelsen på nedgangen, da klubben ramte massive finansielle problemer, som over de næste år truede klubben med konkurs. Succesårene havde resulterede i, at klubben bruge flere penge på transfers og lønninger, og klubben havde ofte større udgifter end indkomster. Det lykkedes dog at undgå denne skæbne, især som resultat af ansættelsen af Hans-Joachim Watzke som administrerende direktør i 2005, som lykkedes at skaffe klubben store sponsoraftaler, og overtale spillerene til at gå 20 % ned i løn. Som resultat lykkedes det klubben at overleve de finansielle problemer.

### Tilbage til toppen
Klubben ville begynde at vende tilbage til toppen efter ansættelsen af Jürgen Klopp i 2008, som implementerede sin spillestil på holdet, som ledte til succes. Det kulminerede med at Dortmund vandt mesterskabet i 2010-11 sæsonen, og igen i 2011-12. I 2012-13 vendte Dortmund også tilbage til Champions League finalen, men måtte denne gang se sig overvundet af landsmændene fra Bayern München.

## Titler
Tyske mester/Bundesligaen
- Vinder (8): 1956, 1957, 1963, 1994-95, 1995-96, 2001-02, 2010-11, 2011-12
- Sølv (11): 1949, 1961, 1965-66, 1991-92, 2012-13, 2013-14, 2015-16, 2018-19, 2019-20, 2021-22, 2022-23

DFB-Pokal
- Vinder (5): 1964-65, 1988-89, 2011-12, 2016-17, 2020-21
- Sølv (5): 1962-63, 2007-08, 2013-14, 2014-15, 2015-16

DFB/DFL-Supercup
- Vinder (6): 1989, 1995, 1996, 2013, 2014, 2019
- Sølv (6): 2011, 2012, 2016, 2017, 2020, 2021

UEFA Champions League
- Vinder (1): 1996-97
- Sølv (2): 2012-13, 2023-24

UEFA Pokalvindernes Turnering
- Vinder (1): 1965-66

## Nuværende spillertrup
Oversigten er opdateret til og med 19. maj 2025| Nr. | Land      | Position | Spiller             |
| --- | --------- | -------- | ------------------- |
| 1   | Schweiz   | MM       | Gregor Kobel        |
| 2   | Brasilien | FO       | Yan Couto           |
| 3   | Tyskland  | FO       | Waldemar Anton      |
| 4   | Tyskland  | FO       | Nico Schlotterbeck  |
| 5   | Algeriet  | FO       | Ramy Bensebaini     |
| 6   | Tyrkiet   | MI       | Salih Özcan         |
| 7   | USA       | MI       | Giovanni Reyna      |
| 8   | Tyskland  | MI       | Felix Nmecha        |
| 9   | Guinea    | AN       | Serhou Guirassy     |
| 10  | Tyskland  | MI       | Julian Brandt       |
| 13  | Tyskland  | MI       | Pascal Grob         |
| 14  | Tyskland  | AN       | Maximilian Beier    |
| 16  | Belgien   | AN       | Julien Duranville   |
| 17  | England   | MI       | Carney Chukwuemeka  |
| 20  | Østrig    | MI       | Marcel Sabitzer     |
| 23  | Tyskland  | MI       | Emre Can (anfører)  |
| 24  | Sverige   | FO       | Daniel Svensson     |
| 25  | Tyskland  | FO       | Niklas Süle         |
| 26  | Norge     | FO       | Julian Ryerson      |
| 27  | Tyskland  | AN       | Karim Adeyemi       |
| 31  | Tyskland  | MM       | Silas Ostrzinski    |
| 33  | Tyskland  | MM       | Alexander Meyer     |
| 35  | Polen     | MM       | Marcel Lotka        |
| 37  | USA       | AN       | Cole Campbell       |
| 38  | Tyskland  | MI       | Kjell Wätjen        |
| 39  | Italien   | FO       | Filippo Mané        |
| 42  | Tyskland  | FO       | Almugera Kabar      |
| 43  | England   | AN       | Jamie Bynoe-Gittens |

### Udlånt
| Nr. | Land     | Position | Spiller                                       |
| --- | -------- | -------- | --------------------------------------------- |
| 7   | USA      | MI       | Giovanni Reyna (Udlånt til Nottingham Forest) |
| 36  | Tyskland | MI       | Tom Rothe (Udlånt til Holstein Kiel)          |

| Nr. | Land     | Position | Spiller                                       |
| --- | -------- | -------- | --------------------------------------------- |
| 44  | Frankrig | FO       | Soumaïla Coulibaly (Udlånt til Royal Antwerp) |

## Kendte spillere
- Amoroso (2001-04)
- Stéphane Chapuisat (1991-99) – 103 landskampe
- Lothar Emmerich (1960-1969) – topscorer i Bundesligaen 1966 og 1967
- Stefan Klos (1990-99)
- Jürgen Kohler (1995-2002) – 105 landskampe
- Jan Koller (2001-06) – 68 landskampe
- Jens Lehmann (1999-2003) – 30 landskampe
- Andreas Möller (1988-1990 og 1994-2000) – 85 landskampe
- Marcel Răducanu (1982-1988)
- Stefan Reuter (1991-2004) – 69 landskampe
- Lars Ricken (1990-2008) - 16 landskampe
- Karlheinz Riedle (1993-1998) – 42 landskampe
- Tomáš Rosický (1999-2006) – 49 landskampe
- Matthias Sammer (1993-98) – 23 (DDR) + 51 landskampe (Tyskland)
- Christian Wörns (1999-2008) – 61 landskampe
- Nelson Valdez (2006-2010) – VM-deltager 2006 & 2010

## Danske spillere
- Flemming Povlsen (1990-95) - 62 landskampe
- Mark Strudal (1989) - 9 landskampe
- Niclas Jensen (2003-05) - 54 landskampe
- Jacob Bruun Larsen (2016-20) - 1 landskampe
- Thomas Delaney (2018-21) - 60 landskampe

## Andre sportsgrene
Borussia Dortmund har også afdelinger for håndbold og bordtennis.